# (4777) Aksenov
(4777) Aksenov (1976 SM2) – planetoida z pasa głównego asteroid okrążająca Słońce w ciągu 3,21 lat w średniej odległości 2,17 j.a. Odkryta 24 września 1976 roku.